# Louis Levy
Louis Nicolai Levy, född 9 oktober 1875 i Köpenhamn, död 9 mars 1940 i Charlottenlund, var en dansk journalist, författare, manusförfattare och kompositör.
Levy är särskilt känd för sina Børnerim, utgivna från 1904.
Han var gift med konstnären Margaret Erichsen och var far till psykologen Elisabeth Levy (född 1922) som var gift med författaren Harry Ahlberg från Sverige.

## Filmmanus
- 1915 – Madame de Thèbes
- 1915 – Hämnaren